# لطافت علی‌اکبروا
لطافت علی‌اکبروا (زادهٔ ۲۱ ژوئیهٔ ۱۹۷۶) هنرپیشه اهل جمهوری آذربایجان است. وی از سال ۱۹۹۶ میلادی تاکنون مشغول فعالیت بوده‌است. علی‌اکبروا در سال ۱۹۷۶ در باکو متولد شده است. او یک دختر به نام رعنا جعفرزاده دارد که در سال ۲۰۰۷ بدنیا آمده است.